# Delias fruhstorferi
Delias fruhstorferi é uma borboleta da família Pieridae. Ela foi descrita por Eduard Honrath em 1892, e pode ser encontrada na região indo-malaia, onde só foi vista em Java.

## Subespécies
- Delias fruhstorferi fruhstorferi (Java oriental)
- Delias fruhstorferi takakoae Sakuma e Morita, 1995 (leste de Java)

## Etimologia
O nome homenageia Hans Fruhstorfer.